# جلكى جاكونية
جلكى جاكونية (الاسم العلمي: Tetrapleurodon spadiceus) (بالإنجليزية: Chapala lamprey, Mexican lamprey)‏ هي نوع من اللافكيات تتبع جنس الجلكى الرباعية العروق من فصيلة الجلكيات المألوفة.